# Parc Jean-Rostand
Le parc Jean-Rostand est un jardin public de la ville d'Amiens, situé dans la faubourg de Noyon.

## Historique
Ce parc est l'héritier du jardin du monastère de la Visitation Sainte-Marie devenu Grand Séminaire de 1905 à 1975. Il fut redessiné par Jean Herbault, architecte amiénois, au milieu du XIXe siècle. Il comprenait un potager, un jardin d'agrément avec pièce d'eau circulaire, un grand verger, des bosquets et deux fabriques. L'ensemble fut amputé lors du percement de la rue Vulfran Warmé.
Le parc fut acquis par la ville d'Amiens qui l'ouvrit au public, en 1977.

## Caractéristiques
Ce parc d' 1,4 ha, enclos de murs sur trois côtés, se compose d'une grande pelouse bordées de bosquets avec des jeux pour enfants et des allées arborées. Il reste du jardin primitif un alignement d'ifs.